# Хитли, Дэни
Дэниел Джеймс (Дэни) Хитли (англ. Daniel James Heatley; 21 января 1981, Фрайбург, ФРГ) — канадский хоккеист, правый нападающий.

## Биография
После того как отец Хитли завершил профессиональную карьеру, семья переехала в Калгари, где и началась его профессиональная карьера. Начинал играть за местный университет Winconsin.

### «Атланта Трэшерз»
24 июня 2000 года во время драфта НХЛ Дэни Хитли был выбран в 1-м раунде под 2-м номером клубом «Атланта Трэшерз». Для новичка сезон 2001/02 стал успешным, в 82 матчах набрал 67 (26+41) очков, получив «Колдер Трофи» — приз новичку года НХЛ, обойдя Илью Ковальчука. Хитли в следующем сезоне набрал 89 (41+48) очков в 77 играх. Благодаря результативной игре его пригласили принять участие в Матче звёзд НХЛ 2003 года, где он забил 4 гола и отдал результативную передачу, получив звание самого ценного игрока матча.
29 сентября 2003 года, перед началом сезона 2003/04, Хитли на скорости 130 км/ч не справился с управлением своей Ferrari 360, выехал на встречную полосу и врезался о стену. В машине также находился его друг и партнёр по команде Дэн Снайдер. В автокатастрофе оба хоккеиста получили серьёзные травмы и в срочном порядке были госпитализированы в больницу Атланты. Хитли после полученных тяжёлых повреждений — сотрясения мозга, ушибов лёгкого, почек, бедра, колена — сумел восстановиться, Снайдер скончался в больнице не приходя в сознание. Хитли, признавший свою вину в аварии, был осуждён условно за превышение скорости и причинения смерти по неосторожности. Вернувшись в команду, Хитли провел 31 игру, набрав 25 (13+12) очков.

### «Оттава Сенаторз»

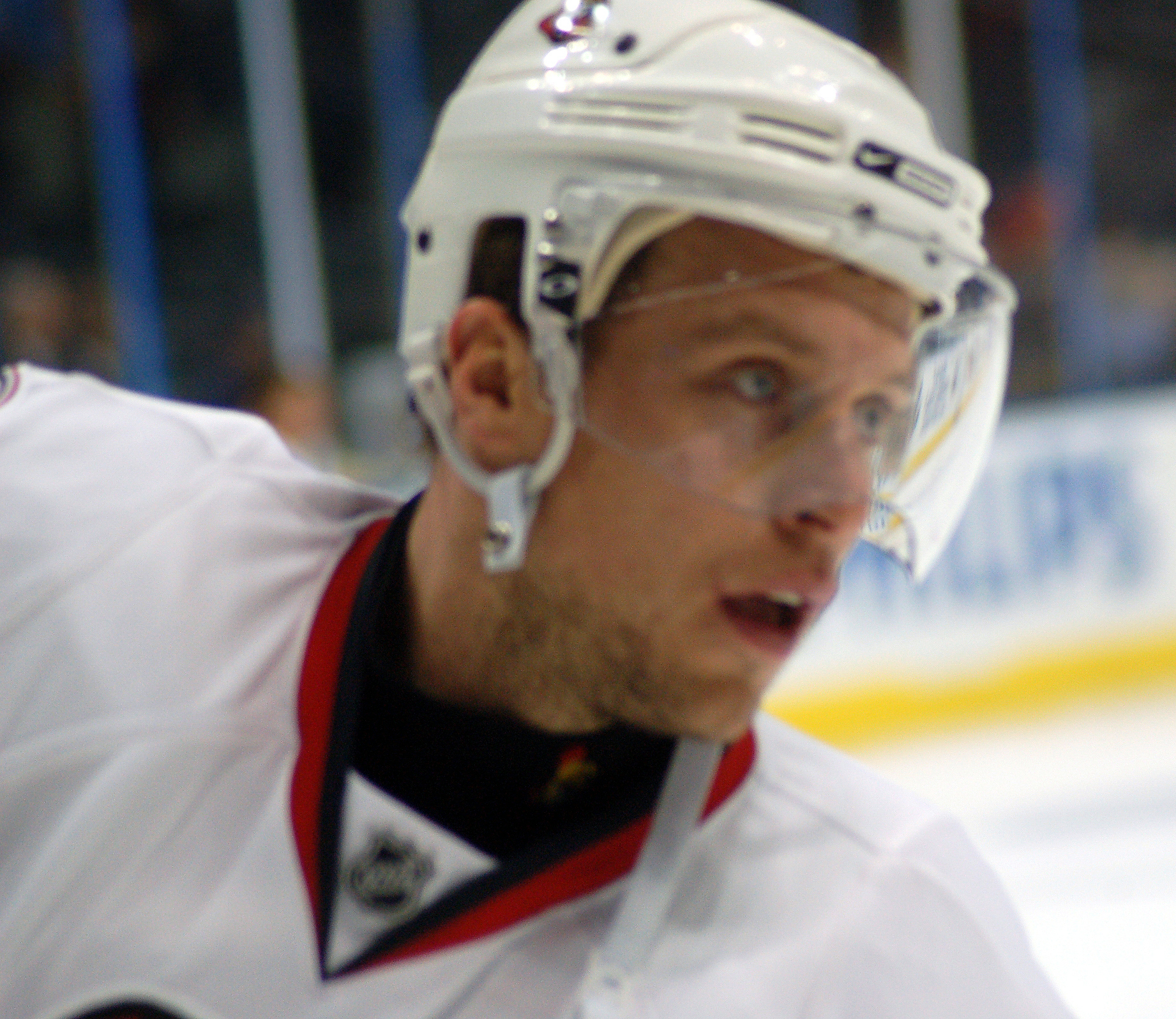
Хитли в составе «Оттава Сенаторз»

Во время локаута в НХЛ сезона 2004/05 Хитли выступал за российский клуб «Ак Барс» под номером 15.
После локаута Хитли просил обмена и был продан в «Оттаву Сенаторз». Переход в «Оттаву» был необдуманным шагом, в «Атланте» оставаться он больше не мог, так как все напоминало о погибшем друге. Многие СМИ утверждали что спад неизбежен. В сезоне 2005/06 в 82 матчах Хитли набрал 103 (50+53) очка, закрепившись в лидерах НХЛ. В следующем сезоне набрал 105 (50+55) очков и был повторно приглашён на Матч звёзд НХЛ, набрав 2 (1+1) очка. В сезоне 2007/08 результативность снизилась, Хитли набрал 82 (41+41) очка, но был приглашён в национальную сборную Канады на домашний чемпионат мира. Хитли был награждён званием лучшего игрока турнира, в 9 матчах набрав 20 (12+8) очков, но его команда не смогла завоевать золото, проиграв сборной России. По окончании контракта «Оттава» выступила с предложением оставить нападающего, и в сезоне 2008/09 он, проведя 82 матча, набрал 72 (39+33) очка.

### «Сан-Хосе Шаркс»

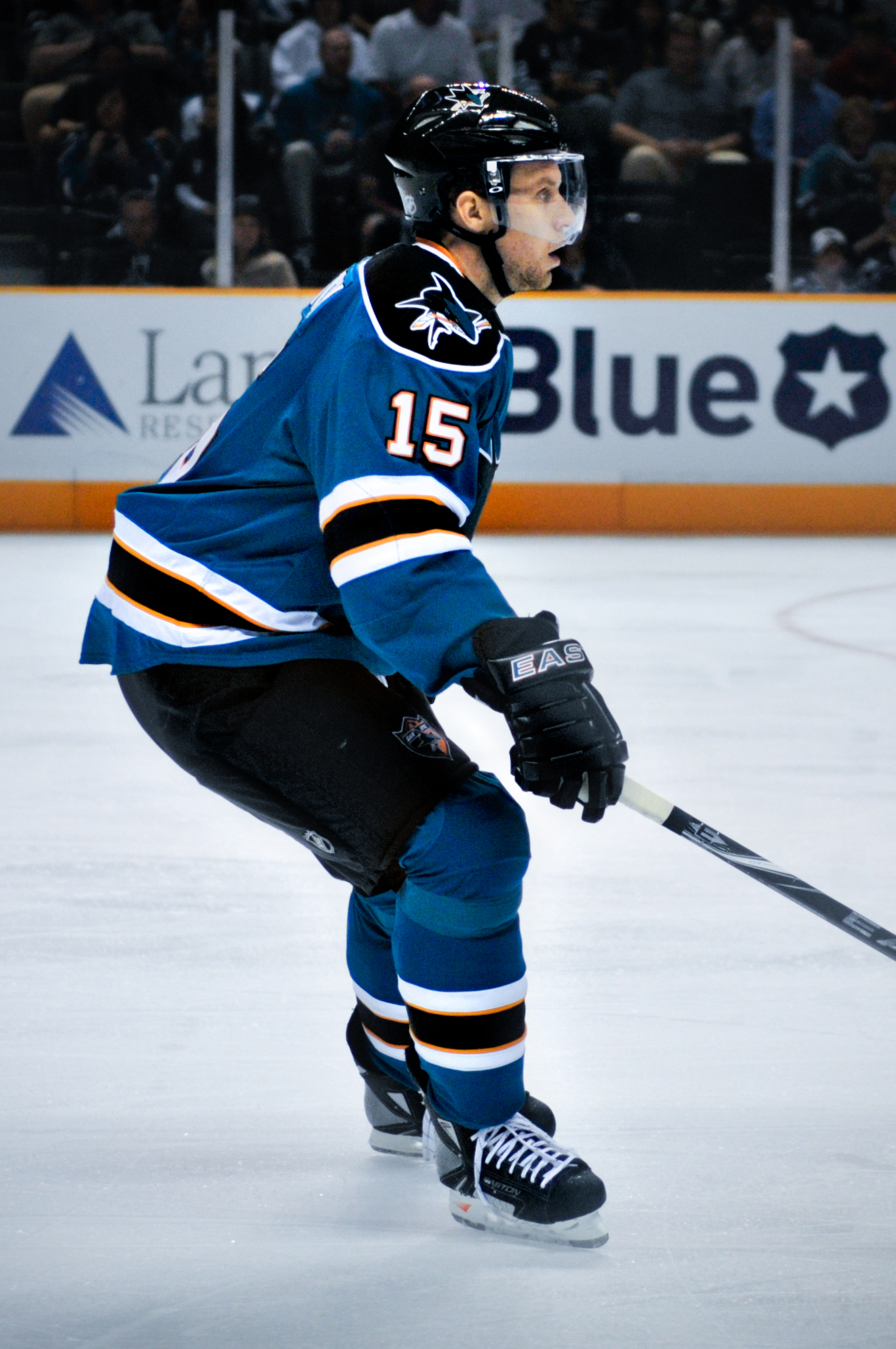
Хитли в составе «Сан-Хосе Шаркс»

В 2009 году из-за конфликта с тренером был обменян в «Сан-Хосе Шаркс» на Милана Михалека, Джонатана Чичу и выбор во втором раунде драфта. Связка с Джо Торнтоном и Патриком Марло получила путёвку на Олимпиаду 2010 в Ванкувере, где Хитли стал чемпионом, забив 4 гола и отдав 3 результативные передачи в 7 играх. В клубе Хитли набрал 82 (39+43)очка в 82 играх, на 10 очков больше результата прошлого сезона. Но в следующем сезоне результативность резко спала, травмы дали о себе знать, и в 80 играх набрал 64 (26+38) очка.

### «Миннесота Уайлд»
3 июля 2011 года из-за спада результативности был обменян в «Миннесоту Уайлд». Следом за Дэни последовал и его партнёр по «Сан-Хосе Шаркс» Девин Сетогучи. В «Миннесоте» на двух нападающих возлагали большие надежды, и тренерский штаб команды определил их в первую пятёрку к капитану Микко Койву. Несмотря на то, что Хитли в 82 играх набрал 53 (24+29) очка, он стал лучшим бомбардиром в команде. Результативность Дэни в течение следующих сезонов оставалась на низком уровне, поэтому «Уайлд» не стали продлевать контракт с нападающим, и в 2014 году Хитли получил статус неограниченно свободного агента

### «Анахайм Дакс» и «Флорида Пантерз»
9 июля 2014 года Дэни Хитли подписал годовой контракт с «Анахайм Дакс» на сумму 1 миллион долларов. Результативность Дэни продолжала падать, и уже в начале декабря года его отправили в АХЛ играть за фарм-клуб «Норфолк Эдмиралс», а в конце года хоккеиста выставили на драфт отказов. В феврале 2015 года нападающего обменяли во «Флориду Пантерз» на Томаша Флейшмана и право выбора в третьем раунде драфта 2015.

### «Томас Сабо Тайгерз»
17 сентября 2015 года стало известно, что Дэни Хитли подписал контракт с «Томас Сабо Айс Тайгерс».

## Награды
- 1998 — Air Canada Cup MVP
- 1999 — AJHL Игрок года
- 2002 — Обладатель Колдер Трофи
- 2003 — Самый ценный игрок Матча всех звёзд
- 2004 — Самый ценный игрок чемпионата мира
- 2008 — Самый ценный игрок Чемпионата мира
- Участник матча молодых звёзд НХЛ (2002)
- Участник матча «Всех звёзд» НХЛ (2003, 2007, 2009)[3]

## Статистика
| Легенда | Легенда                    | Легенда | Легенда                   | Легенда | Легенда    |
| ------- | -------------------------- | ------- | ------------------------- | ------- | ---------- |
| И       | Количество проведённых игр | Штр     | Штрафное время            | +/−     | Плюс-минус |
| Г       | Голы                       | П       | Голевые передачи          | О       | Очки       |
| -       | Статистика неизвестна      | —       | Статистика не учитывалась |         |            |